# صبح (قبيلة)
بنو صُبْح. قبيلة خندفية مضرية عدنانية ويعود نسبها إلى خندف التي تنحدر من إلياس بن مضر بن نزار بن معد بن عدنان، الجد السادس عشر للنبي محمد.

## نسب قبيلة صبح
ذكر في نسب صبح عدة أقوال منها :
- صبح بن مازن بن خلاوة وقيل حلاوة [3] بن ثعلبة [3] بن ثور بن هذمة بن لاطم بن عثمان وهو مزينة،[3] بن عمرو بن أد بن الياس بن مضر بن نزار بن معد بن عدنان".[3]
- صبح بن كاهل بن الحارث بن تميم بن سعد بن هذيل بن مدركة بن إلياس بن مضر بن نزار بن معد بن عدنان.[4][5][6][7][8][9]

وهناك أقوال أخرى تنسبهم الى كنانة.

## بطون قبيلة صبح
- ذوي عليان
- ذوي عبد الله
- القحوم
- اللبدة

## فروع قبلية ذات صلة بـ صبح
هناك فرع تنتمي لقبيلة صبح وهم ما زالوا في أماكنهم في الجاهلية حتى اليوم
1- قبيلة بني أيوب في الأبواء أحد فروع هذه القبيلة دخل في بني عمرو من مسروح من قبيلة حرب.
- بني بشر في عسفان ونواحي كلية وخليص.

## ديار صبح
جميع الديار التي سكنتها قبيلة غفار سابقاً من: رابغ والأبواء وودان وبدر الصفراء والجار كما أن غفار كانت تسكن خليص وعسفان ونواحي كلية وقربة وهي كذلك اليوم ممثلة في قبيلة صبح.
جبل ثافل الأكبر - قبيلة بني صبح ولهذا تغير اسمه من جبل ثافل الأكبر إلى جبل صبح.
وادي العرج وادي يقع في منطقة المدينة المنورة. عرف الوادي قديما بكونه من وديان بني صبح

## تاريخهم
كانت قبيلة مزينة تتخذ منازلها قريبا من يثرب على الطريق الممتدة بين المدينة المنورة ومكة المكرمة. وكان الرسول صلوات الله عليه وسلامه عليه قد هاجر إلى المدينة وجعلت أخباره تصل تباعا إلى مزينة مع الغادين والرائحين فلا تسمع عنه إلا خيرا وفي ذات عشية جلس سيد القوم النعمان بن مقرن المزني في ناديه مع إخوانه ومشيخة قبيلته فقال لهم: يا قوم، والله ما علمنا عن محمد إلا خيرا ولا سمعنا من دعوته إلا مرحمة وإحسانا وعدلا فما بالنا نبطئ عنه والناس إليه يسرعون؟ ثم أتبع يقول: أما أنا فقد عزمت على أن أغدوا عليه إذا أصبحت فمن شاء منكم أن يكون معي فليتجهز. وكأنما مست كلمات النعمان وترا مرهفا في نفوس القوم فما إن طلع الصباح حتى وجد إخوته العشرة وأربع مئة فارس من فرسان مزينة قد جهزوا أنفسهم للمضي معه إلى يثرب للقاء النبي ﷺ والدخول في دين الله. بيدا أن النعمان استحى أن يفد مع هذا الجمع الحاشد على النبي ﷺ دون أن يحمل له وللمسلمين شيئا في يده. لكن السنة الشهباء المجدبة التي مرت مزينة لم تترك لها ضرعا ولا زرعا. فطاف النعمان ببيته وبيوت إخوته وجمع كل ما بقى لهم من غنيمات وساقها أمامه وقدم بها على رسول الله ﷺ وأعلن هو ومن معه إسلامهم بين يديه. اهتزت يثرب من أقصاها إلى أقصاها فرحا ب النعمان بن مقرن وصحبه إذ لم يسبق لبيت من بيوت العرب أن اسلم منه أحد عشرا أخا من أب واحد ومعهم أربع مئة فارس. وسر الرسول الكريم بإسلام النعمان أبلغ سرور. وتقبل الله جل وعز غنيماته، وأنزل فيه قرأنا فقال: {وَمِنْ الْأَعْرَابِ مَنْ يُؤْمِنُ بِاللَّهِ وَالْيَوْمِ الْآخِرِ وَيَتَّخِذُ مَا يُنفِقُ قُرُبَاتٍ عِنْدَ اللَّهِ وَصَلَوَاتِ الرَّسُولِ أَلَا إِنَّهَا قُرْبَةٌ لَهُمْ سَيُدْخِلُهُمْ اللَّهُ فِي رَحْمَتِهِ إِنَّ اللَّهَ غَفُورٌ رَحِيمٌ }

## من أعلامهم
قال ابن كثير في البداية والنهاية: قال محمد بن عمر الواقدي، حدثنا كثير بن عبد الله المزني عن ابيه عن جده، قال: كان أول من وفد على رسول الله ﷺ من مضر أربعمائة من مزينة وذاك في رجب سنة خمس فجعل لهم رسول الله ﷺ الهجرة في دارهم «أنتم مهاجرون حيثُ كنتم فارجعوا إلى أموالكم».
النعمان بن مقرن المزني أمير مزينة كان يوم إسلامه يومًا مشهودًا، فاهتزت المدينة فرحًا بهم، واستبشر بهم المسلمون، وقد هداه الله للإسلام، وهدى معه أهله وإخوته. إذ أسلم معه عشرة أخوة له ومعهم أربعمائة فارس بين يدي رسول الله فقال الرسول ﷺ فيهم: «إن للإيمان بيوتًا وللنفاق بيوتًا وإن بيـت بني مقرن من بيوت الإيمان».
لما قدم الناس المدينة وكثروا بها قال الرسول ﷺ (يرحم الله رجلا كفانا قومه)فقام سبيع بن نصر فقال: من كان هاهنا من مزينة فليقم فقامت حتى خف المجلس فقال الرسول ﷺ (يرحم الله مزينة يرحم الله مزينة يرحم الله مزينة)
عن أبي هريرة رضي الله عنه قال قال النبي ﷺ «قريش والأنصار وجهينة ومزينة وأسلم وغفار وأشجع موالي ليس لهم مولى دون الله ورسوله».
وفِي الصَّحِيحَيْنِ عَنْ أَبِي هُرَيْرَةَ قَالَ: قَالَ رَسُولُ اللَّهِ صَلَّى اللَّهُ عَلَيْهِ وَسَلَّمَ:(أَسْلَمُ؛ وَغِفَارٌ؛ وَجُهَيْنَةَ؛ وَمُزَيْنَةَ؛ خَيْرٌ عِنْدَ اللَّهِ يَوْمَ الْقِيَامَةِ مِنْ: تَمِيمٍ؛ وطيء؛ وَأَسَدِ بْنِ خُزَيْمَةَ؛ وَهَوَازِنَ؛ وَغَطَفَانَ)
وقال ﷺ : «يتركون المدينة على خير ما كانت لا يغشاها إلا عوافي السباع والطير وآخر من يحشر راعيان من مزينة يريدان المدينة ينعقان بغنمهما فيجدانها وحوشا حتى إذا بلغا ثنية الوداع خرا على وجوههما»!!
حَدَّثَنَا مُسَأوِرُ بْنُ شِهَابِ بْنِ مَسْرُورٍ، حَدَّثَنِي أَبِي شِهَابٌ، عن أَبِيهِ مَسْرُورِ بْنِ مُسَأوِرٍ، عن جَدِّهِ سَعْدِ بْنِ أَبِي الْغَادِيَةِ، عن أَبِيهِ، قَالَ: كَانَ النَّبِيُّ صَلَّى اللَّهُ عَلَيْهِ وَسَلَّمَ فِي جَمَاعَةٍ مِنْ أَصْحَابِهِ جَالِسًا إِذْ مَرَّتْ بِهِ جَنَازَةٌ، فَقَالَ: «مِمَّنِ الْجَنَازَةِ؟» فَقَالُوا: مِنْ مُزَيْنَةَ، فَمَا جَلَسَ مَلِيًّا حَتَّى مَرَّتْ بِهِ الثَّانِيَةُ، فَقَالَ: «مِمَّنِ الثَّانِيَةُ؟» فَقَالُوا: مِنْ مُزَيْنَةَ، فَمَا جَلَسَ مَلِيًّا حَتَّى مَرَّتْ بِهِ الثَّالِثَةُ، فَقَالَ: «مِمَّنِ الْجَنَازَةُ؟» فَقَالُوا: مِنْ مُزَيْنَةَ، فَقَالَ: «سِيرِي مُزَيْنَةُ مَا هَاجَرَتْ فِتْيَانٌ كَرُّوا عَلَى اللَّهِ إِلا كَانَ أَسْرَعَهُمْ فَنَاءً، سِيرِي مُزَيْنَةُ مَا هَاجَرْتِ لا يُدْرِكُ الدَّجَّالَ مِنْهُمْ أَحَدٌ»

## مدن ومحافظات وقرى تقطنها صبح
- المدينة المنورة محافظة بدر
- محافظة جدة خليص عسفان
- محافظة رابغ الأبواء ومستورة والرايس
- جبل صبح والأودية المحيطة